# Hippolyte Girardot
Hippolyte Girardot (10 de outubro de 1955) é um ator francês.